# 巴里·沃伊特
巴里·沃伊特（英語：Barry Voight，/vɔɪt/，1937年—）是一位美国地质学家、火山学家、作家和工程师。沃伊特从哥伦比亚大学获得博士学位后，曾在多所大学担任地质学教授。1964年，他开始在宾夕法尼亚州立大学任教，直至2005年退休。其目前仍为该校的荣誉教授，继续从事着与岩石力學、板块构造、灾害防治及土力工程相关的研究。
1980年4月，沃伊特关于山体滑坡、雪崩和其他块体运动的出版物引起了美國地質調查局员工洛奇·克兰德尔（Rocky Crandell）的关注。克兰德尔邀请他研究华盛顿州圣海伦斯火山日益变大的隆起。沃伊特预测该火山的北侧会崩塌并伴有剧烈的喷发。 1980年5月圣海伦斯火山的爆发证实了他的猜想；随后，美国地质调查局聘用沃伊特调查引起火山喷发的岩屑崩落。圣海伦火山的研究为沃伊特赢得了国际声誉，此后的他继续进行着研究工作，并指导了多个活火山的监测任务，包括哥伦比亚的內瓦多·德·魯伊斯火山、印度尼西亚的默拉皮火山以及加勒比蒙特塞拉特的苏弗里耶尔火山。作为一名火山学家和工程师，沃伊特因其研究、出版物以及在灾害防治方面的贡献而荣获了诸多奖项、荣誉和勋章。

## 个人生活及教育经历
沃伊特出生于1937年，在纽约州扬克斯市长大。他的兄弟分别为演员強·沃特和作曲家奇普·泰勒。安吉丽娜·朱莉是他的侄女，而詹姆斯·海文则是他的侄子。巴里与妻子玛丽·安妮（Mary Anne）育有两个女儿，丽莎（Lisa）和芭芭拉（Barbara）。沃伊特的父亲埃尔默·沃伊特（Elmer Voight，1909年—1973年）是一名职业高爾夫球手，致力于打破高尔夫中的种族隔离现象，他的母亲芭芭拉（Barbara，1910年—1995年）是一名教师兼游泳教练。巴里和他的兄弟们自小热爱高尔夫运动，而他也对游泳产生了兴趣。
1955年，沃伊特从斯捷皮纳克大主教高中毕业后，进入圣母大学攻读为期5年的双学位课程，主要研究密歇根湖沿岸的山体滑坡。他分别于1959年和1960年获得地质学和土木工程的本科学位。1961年，他在圣母大学获得了土木工程硕士学位。沃伊特将自己对科学的兴趣归功于他在圣母大学的两位导师：雷·古奇克（Ray Gutschick）教授和埃哈德·温克勒 （Erhard Winkler）教授。在康奈尔大学学习一年后，沃伊特转入哥伦比亚大学，师从弗雷德·多纳思教授，专攻岩石力学和构造地质学，最终于1965年获得地质学博士学位。在哥伦比亚大学期间，沃伊特是主席研究员（President's Fellow），也担任过地质学课程的助教。

## 教学生涯
沃伊特的教学生涯始于1961年，当时他在圣母大学攻读土木工程硕士学位期间兼任助教。1961年至1963年，他在康奈尔大学和哥伦比亚大学担任助教。1964年，他进入宾夕法尼亚州立大学担任地质学助理教授，并于1978年正式晋升为地质学与土力工程学教授。沃伊特在宾夕法尼亚州立大学任教四十余年，于2005年6月退休，但仍从事着研究工作。
在宾夕法尼亚州立大学期间，沃伊特还加入了该校的矿物工程系，在其中教授物理地质学、地质材料力学和火山学。1972年，他曾以客座教授的身份在代尔夫特理工大学授课，期间与雅克·多齐（Jacques Dozy）一起共事。1973和1981年，他分别为多伦多大学和加州大学圣巴巴拉分校的访问学者。目前，他仍是宾州州立大学的荣誉教授，并以自己的名义设立了一项基金，用以培养发展中国家的火山灾害专家。

## 火山学工作与研究

### 早期

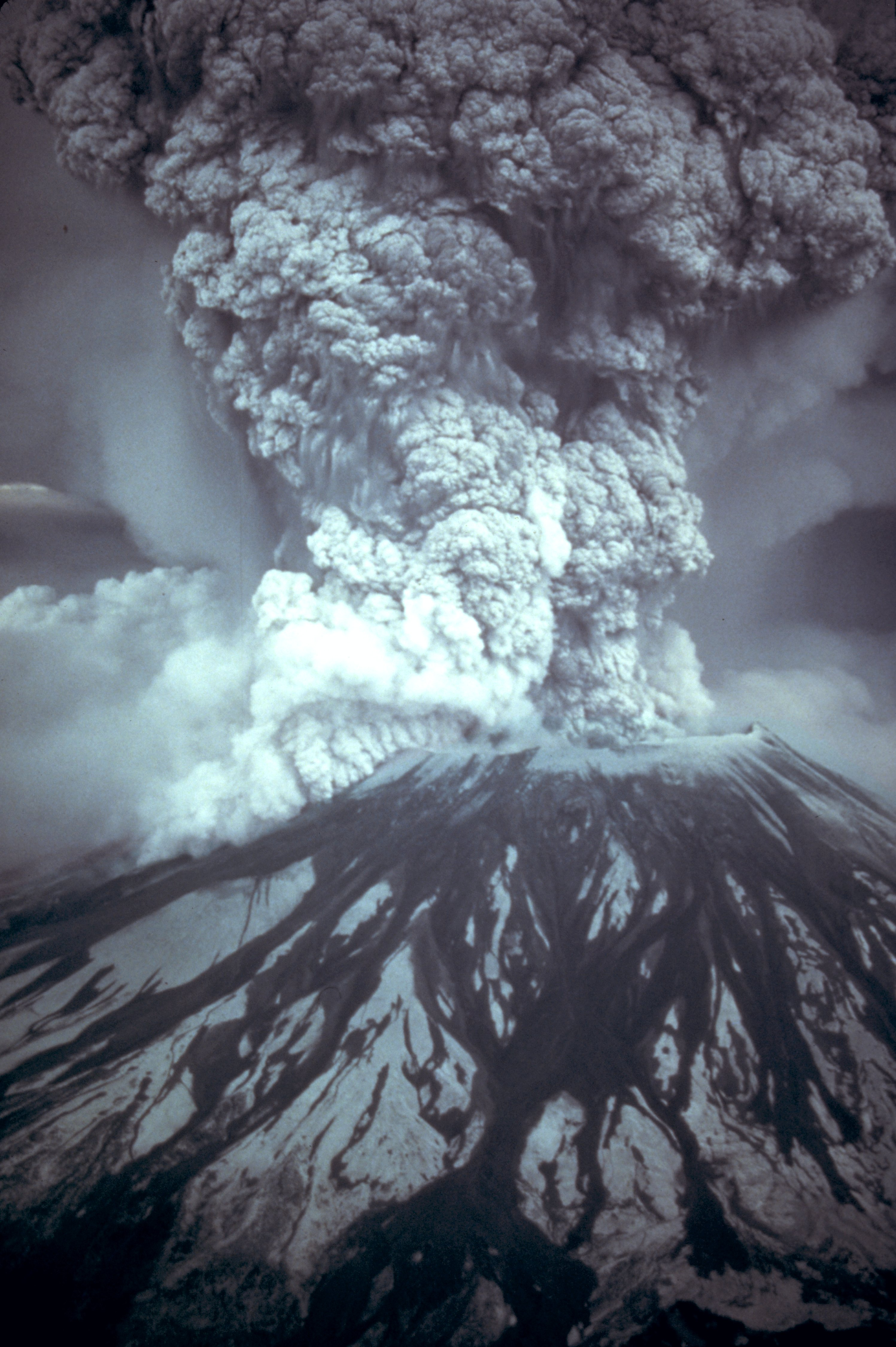
沃伊特准确预测了造成圣海伦火山于1980年5月18日爆发的隆起坍塌。

1971年至1973年间，沃伊特为美国矿务局工作。1978年，他出版了首卷关于雪崩的专著《岩崩与雪崩》（Rockslides and Avalanches）。 1980年第二卷问世后，便成为研究雪崩和其他形式块体运动的重要参考文献。
1980年圣海伦斯火山喷发的前一个月，沃伊特收到了来自美国地质调查局温哥华办事处员工洛奇·克兰德尔的信息，该办事处就位于圣海伦斯火山附近。克兰德尔希望沃伊特能运用山体滑坡方面的专业知识，就火山北侧日益增大的一个82米长的鼓包提供意见。沃伊特在向克兰德尔及其同事的报告中提出，这个鼓包可能会导致火山北侧整体崩塌。他建议他们开始监测鼓包增大的速度，并担心崩塌可能会引起火山喷发。同时，他还提议他们聘用当地的测量员进行测量，此举引起了部分地质学家的不满。不久后，沃伊特离开了圣海伦斯火山，回到宾州州立大学继续授课。在火山喷发前，他将完整的预测报告提交给了地质调查局，其中详细说明了鼓包的破裂、北侧山体的崩塌以及随之而来的剧烈喷发。随后，一场震中位于火山北坡下方的5.1级地震导致该区域发生滑动。圣海伦斯火山随之喷发，造成了11亿美元的经济损失，并导致57人丧生。
火山爆发后，沃伊特接受了美国地质调查局的顾问职位。他负责对喷发过程中发生的岩屑崩落进行调查，并指导了包括哈利·格里肯在内的其他火山学家，后者基于沃伊特的初步研究撰写了《1980年5月18日华盛顿州圣海伦斯火山的岩崩-岩屑崩落》（Rockslide-Debris Avalanche of May 18, 1980, Mount St. Helens Volcano, Washington，1996）。沃伊特的工作为他赢得了国际声誉，他也将这段经历称为“职业生涯的转折点”。沃伊特早已对火山学充满兴趣，圣海伦斯火山的喷发促使他全身心投入这一领域。他的工作重新激发了人们对火山滑坡和其他可能对生命构成威胁的现象的广泛兴趣。完成圣海伦火山的研究后，沃伊特开始分析其他活火山可能带来的灾害。
1985年，沃伊特将哥伦比亚阿梅罗惨案归咎于人为失误。在这次灾难中，內瓦多·德·魯伊斯火山喷发导致超过23,000人丧生。他指出，尽管对火山喷发做出绝对准确的预测几乎不可能，但灾前准备不足加剧了人员伤亡。1986年1月，因哥伦比亚政府担心火山东北部可能会塌陷并引发新一轮的喷发，沃伊特应哥伦比亚的请求前往内瓦多·德·鲁伊斯火山进行调查。他建立了反射地震器，并使用激光测距仪追踪反射距离随时间的变化。
当一个反射器显示出明显位移，且从空中能够看到大裂缝时，沃伊特曾考虑过启动撤离计划，但最终选择继续观察一段时间。直到1986年3月，他才确认这些裂缝是因火山冰川蠕变造成的，而非岩体移动所致。离开哥伦比亚后，沃伊特撰写了一份长达14页的报告《灾难倒计时》（Countdown to Catastrophe，1988），其中分析了阿梅罗火山灾害管理的失败之处。

### 后期
1988年，沃伊特开始研究默拉皮火山。该火山山坡上居住着大量人口（接近一百万人）。沃伊特试图验证他预测火山爆发的数学方法。同时，他还指导当地的科学家进行火山监测。1989年7月，他从国家科学基金会下属的自然与人为灾害缓解部获得了25万美元的资助，用于开展默拉皮火山喷发预测项目。
在研究经费耗尽后，沃伊特暂时中止了他的研究。1994年，默拉皮火山喷发，导致多人遇难。次年，沃伊特重返默拉皮火山，他与助理对比分析了遇难者与幸存者的数据，包括烧伤面积、穿着的衣物等情况，得出结论：在火山爆发时，长袖衣物和口罩可以帮助人们提高生存几率。
1989年4月，沃伊前往哥伦比亚加勒拉斯火山参加联合国关于减少自然灾害死亡人数研讨会（U.N. workshop on reducing death in natural disasters）。位于火山脚下的帕斯托居民因火山发出的噪音和震动而感到恐慌。尽管加勒拉斯火山容易攀登，但山坡上布满了为阻止游击队而埋设的地雷。他与美国地质调查局地质学家迪克·詹达（Dick Janda）一起，绘制了一张危害分布图，其中他们将多个有人居住的区域划入了危险范围。沃伊特离开加勒拉斯之前，火山发生了一次未能预测到的蒸汽喷发。
尽管帕斯托的居民未受影响，但六名参加联合国自然灾害救援研讨会的科学家在这次喷发中不幸遇难。事后，沃伊特查看了喷发前一天的形变数据，发现没有出现形变加速的迹象。他推测（至少在这一事件中），蒸汽喷发发生前并不会伴随着形变加速。在确认火山监测系统正常运行后，沃伊特离开了加勒拉斯火山。
20世纪90年代初，沃伊特在厄瓜多尔科托帕希火山和哥伦比亚內瓦多·德·烏伊拉火山进行了火山灾害评估。然而，在哥伦比亚，他的研究受到了游击队和贩毒集团的阻碍。此外，他还协助评估了菲律宾的皮纳图博火山、美国的里道特火山、日本的磐梯山、雲仙岳和御嶽山以及俄罗斯堪察加半島的别济米扬内火山和舍维留奇火山。
1996年3月，沃伊特成功预测圣海伦斯火山岩屑崩落可能引起侧喷发这一事件，吸引了蒙特塞拉特政府的关注。由于苏弗里耶尔火山的火山穹丘不断扩大，该岛政府邀请沃伊特评估发生岩屑崩落并引发火山爆发的可能性。沃伊特认为火山口崩塌的可能性不大，但他担心火山碎屑流在约三分钟内就可以到达普利茅斯市。该市和火山附近的一个村庄被疏散。此后三年内，火山碎屑流便淹没了这些已被废弃的地点。
火山爆发后，沃伊特成为蒙特塞拉特政府风险评估小组成员，并与一组国际科学家共同建立了CALIPSO观测站（Caribbean Andesite Lava Island Precision Seismo-geodetic Observatory）。他与布里斯托尔大学地球科学家史蒂芬·斯帕克斯（Steven Sparks）继续在该岛进行研究，并建立了SEA-CALIPSO系统，以利用地震波和海洋爆炸分析苏弗里耶尔火山。该研究发现了许多重要数据，其中包括一条主要的斷層，呈北西走向，位于蒙特塞拉特西侧。沃伊特仍在负责该火山的危险评估工作，并在2006年和2010年的喷发期间提供了意见。
沃伊特与他的学生们分析了火山碎屑流、火山诱发的地震、岩屑崩落和火山喷发预测。沃伊特还担任过大坝、隧道和核电站的土力工程顾问，帮助规划过位于法国、印度、爱尔兰、索马里、巴布亚新几内亚、加拿大、土耳其以及美国的工程项目。沃伊特的研究兴趣包括火山穹丘崩塌、複式火山、活火山监测以及火山碎屑流，他曾在冰岛、印度尼西亚、西印度群岛、意大利、智利等地展开研究。 
沃伊特结合工程学与地质学知识，开发了应用广泛的岩石非弹性应变恢复（Anelastic strain recovery，ASR），用于测量深层岩石上的应力。此外，他还与一组地质学家共同推导出了材料失效预测法（Material failure forecast method，FFM），该方法通过分析火山周围的地震和形变数据变化来预测火山的喷发时间。目前，沃伊特为美国地质调查局火山灾害应急小组成员，参与了多地的潜在火山喷发应对工作，其中包括日本、菲律宾、印度尼西亚和智利。

## 荣誉
在他的职业生涯中，沃伊特因其研究和作为地质学家及火山学家的专业成就，多次获得嘉奖。1984年，土木工程師學會授予他乔治·斯蒂芬森奖章（George Stephenson Medal），以表彰其在该学会期刊上发表的文章被评为“最优秀的作品之一”。
同年，沃伊特因其对岩石力學的“重要原创贡献”获得了美国国家岩石力学委员会颁发的奖项。1985年，他因协助监测菲律宾的马荣火山而被授予阿尔拜省黎牙實比市钥匙（当时该地区正面临马荣火山即将喷发的威胁）。 1989年，沃伊特再次获得荣誉，他被评为麦考瑞研究学者，并再次获得美国国家岩石力学委员会的奖项，以表彰他的原创发现。沃伊特曾多次以杰出讲师的身份出席活动，其中包括犹他大学矿业工程学院（1990年）、加州大学圣巴巴拉分校（1992年）和环境与工程地质学协会（1992年）。
沃伊特在宾州州立大学任教期间，因其卓越的研究工作而获得了两个奖项：1990年，他获得了地球与矿业科学学院的威尔逊研究奖（Wilson Research Award），以表彰他在研究方面的杰出表现。1991年，他因“在物理科学与工程领域的杰出成就”获得了優秀學者獎章（Faculty Scholar Medal）。2008年，沃伊特被任命为美國地球物理聯盟的联合会士，以表彰他在火山变形、火山危险评估及预测方面的基础性贡献。次年，他因在北美地质灾害研究方面的杰出成就获得了加拿大土力工程学会的舒斯特奖章（Schuster Medal）。此外，2010年，他因“在研究、教学和咨询工作”方面的贡献，获得了美国地质学会工程地质分会颁发的杰出实践奖（Distinguished Practice Award）。
在提名沃伊特为杰出实践奖获得者时，同行理查德·格雷（Richard Gray）将他誉为“这一领域中最聪明且成果丰硕的成员之一”。此外，当沃伊特发布其预测失效机制（failure forecast prediction mechanism）时，美国地质调查局地质学家罗伯特·蒂林（Robert I. Tilling）称赞该机制为“在监测数据解读方面的重大改进。”
2013年，沃伊特获得了國際火山學與地球內部化學協會颁发的索拉林松奖章，该奖项授予“在火山学研究方面作出基础性贡献的杰出科学家 ”。2017年，沃伊特因其“在地质灾害理解、管理和缓解方面的贡献”当选为美国国家工程院院士 。
伦敦大学学院地球物理与气象灾害荣誉教授比尔·麦奎尔在回顾一次沃伊特参加的会议时，称他为“在火山不稳定性和山体滑坡领域的杰出专家”。

## 出版物
根据沃伊特在宾州州立的履歷，他已发表超过400篇论文或摘要，编辑了15本书籍。根据他在Google学术搜索的资料，他持续不断地发表着文章，其作品已被引用超过13,000次。除期刊文章外，沃伊特自1965年以来还撰写或参与撰写了至少21本书籍和專著。他最近的著作《2000年至2010年苏弗里耶尔火山的喷发》（The Eruption of Soufrière Hills Volcano, Montserrat from 2000 to 2010）于2014年出版。